# Cuevas del río Klasies
Las cuevas del río Klasies son una serie de cuevas ubicadas al este de la desembocadura del río Klasies en la costa Tsitsikamma en el distrito de Humansdorp de la provincia Cabo Oriental, Sudáfrica. Las tres cuevas principales y los dos refugios en la base de un alto acantilado han revelado evidencias de habitación humana asociada a la Edad de Piedra Media de hace aproximadamente 125.000 años. Los 20 metros de depósitos se acumularon desde hace 125.000 años hasta hace unos 75.000 años, pero durante la remodelación de la cueva, los sedimentos estratigráficos fueron trasladados a escombreras externas.
A partir de 1960, Ronald Singer, Ray Inskeep, John Wymer, Hilary Deacon, Richard Klein y otros expertos sugirieron que la excavación arrojaba las primeras evidencias conocidas de comportamiento humano moderno. Análisis posteriores sugirieron que los especímenes caen «fuera del rango de variación moderna». En 2015, el Gobierno sudafricano presentó una propuesta para agregar las cuevas a la lista de sitios de la Humanidad.

## Morfología
El análisis comparativo de las dimensiones de 14 proximales cubitales  con las propiedades morfológicas de los humanos arcaicos africanos, y el mousteriense levantino, los humanos arcaicos europeos, el oeste asiático y el Paleolítico Superior europeo, el Epipaleolítico africano y el humano moderno reciente, también de ascendencia africana reciente sugiere un patrón morfológico total arcaico para las muestras de KRM. «Los humanos asociados con MSA (Edad de Piedra Media) de KRM (Klases River) pueden no ser tan modernos como se ha dicho del material craneofacial».
Las muestras de hominina incluyen fragmentos craneales, dientes aislados, mandíbulas con dientes y algunos restos poscraneales: cúbito y cinco huesos metatarsianos.

## Evidencia de modernidad conductual
Hay 20 metros de grosor de acumulación de depósitos, tanto dentro de las cuevas como afuera contra el acantilado, lo que demuestra que la gente de Klasies River Mouth (Boca del río Klasies) sabía cómo cazar animales pequeños, pescar (más tarde), recolectar plantas y raíces, cocinar [cita requerida] al asar en los hogares y administrar sus terrenos (más adelante). Hay una amplia evidencia de recolección de marisco; tecnología de artefactos de piedra de la Edad de Piedra Media; recolectar plantas, raíces y flores para la alimentación; cocinar plantas, cormos, focas, pingüinos y carne de antílope en hogares con fuego; organización general del asentamiento; y manejo de la tierra/campo por el fuego.
La evidencia también parece indicar que su presencia fue estacional o migratoria. También hay pruebas de canibalismo, huesos de «humanos modernos» carbonizados y marcados descartados con otros restos de comida.
Si bien el conjunto de la Edad de Piedra Media asociado con esas personas se describe como humano anatómicamente moderno, hay un debate en curso sobre cuándo también eran conductualmente modernas. Hay una marcada diferencia entre la tecnología de piedra paleolítica utilizada en las primeras capas de hace 125 000 años, y las cuchillas de la Edad de Piedra Media superiores del período Howiesons Poort de 70 000 años que usaban materia prima que había sido objeto de «minería» 20 kilómetros hacia el interior. También hay una diferenciación entre los detritos alimentarios paleolíticos que se acumularon bajo los pies dentro de las cuevas hace 125 000 años y la expulsión de dichos detritos de la cueva a los basureros externos por los ocupantes de hace c. 75 000 años, lo que sugiere el desarrollo de la «limpieza» rudimentaria para ese momento.

## Descubrimiento y excavación
Los artefactos y huesos fueron reportados originalmente por Paul Haslem y Ludwig Abel, luego en 1960 Ray Inskeep y Ronald Singer identificaron los artefactos como de la Edad de Piedra Media. En 1967 y 1968, Ronald Singer y John Wymer comenzaron excavaciones extensas, con sus hallazgos iniciales publicados en 1972 por University of Chicago Press. Desde 1984 la investigación ha sido continuada por Hilary Deacon.
El sitio ahora está protegido por la Agencia de Recursos del Patrimonio de Sudáfrica (SAHRA, South African Heritage Resources Agency) y el Departamento de Asuntos Ambientales y Turismo (Department of Environment Affairs and Tourism).

## Localizaciones
Las cinco cuevas están salpicadas hacia el este a lo largo de la costa a menos de 2 kilómetros de la desembocadura del río Klasies, y el tramo completo hasta Druipkelder Point está designado como sitio del patrimonio nacional. Ubicaciones:
- boca de río Klasies en 34°6′22.32″S 24°23′13.42″E / -34.1062000, 24.3870611
- sitio principal de Klasies, cuevas 1 y 2, en 34°6′29.17″S 24°23′24.50″E / -34.1081028, 24.3901389
- cuevas 3 y 4 de Klasies, en 34°6′39.55″S 24°23′43.83″E / -34.1109861, 24.3955083
- cueva 5 de Klasies, en 34°6′52.63″S 24°24′3.31″E / -34.1146194, 24.4009194